# Ennio Zelioli-Lanzini
Ennio Zelioli-Lanzini (ur. 8 listopada 1899 w San Giovanni in Croce, zm. 8 lutego 1976 w Cremonie) – włoski polityk i prawnik, senator, w latach 1967–1968 przewodniczący Senatu, w 1968 minister zdrowia.

## Życiorys
Zmobilizowany w trakcie I wojny światowej, brał udział w działaniach wojennych, za co został odznaczony. Ukończył studia prawnicze na Uniwersytecie w Pawii, po czym podjął praktykę w zawodzie adwokata. Od 1919 był członkiem Włoskiej Partii Ludowej, którą założył Luigi Sturzo. Działał w Azione Cattolica i innych organizacjach katolickich. W okresie faszystowskim wycofał się z aktywności publicznej. Uczestniczył w ruchu oporu, należał do Komitetu Wyzwolenia Narodowego. W 1944 został aresztowany pod zarzutem udziału w antyniemieckim spisku. W 1945 jego syn Bernardino został zastrzelony przez wycofujących się żołnierzy niemieckich.
Ennio Zelioli-Lanzini dołączył do Chrześcijańskiej Demokracji. W latach 1946–1948 kierował egzekutywą prowincji Cremona. W 1948 został po raz pierwszy wybrany w skład Senatu. W wyższej izbie włoskiego parlamentu zasiadał od tego czasu przez pięć kolejnych kadencji do 1972. Od lipca 1955 do maja 1957 zajmował stanowisko podsekretarza stanu przy premierze. Od listopada 1967 do czerwca 1968 był przewodniczącym Senatu. Od czerwca do grudnia 1968 sprawował urząd ministra zdrowia w rządzie, którym kierował Giovanni Leone.
Odznaczony Orderem Zasługi Republiki Włoskiej I klasy (1972).